# バレーボールフィジー男子代表
バレーボールフィジー男子代表は、バレーボールの国際大会で編成されるフィジーの男子バレーボールナショナルチームである。

## 歴史
1982年に国際バレーボール連盟へ加盟。南太平洋の島嶼国であるフィジーは、トンガ、サモアと同様、オセアニア、南太平洋地域で行われる大会以外、主な国際大会出場はない。2010年世界選手権大陸予選では、ニュージーランド、サモアとともに初めて出場を果たした。

## 過去の成績

### オリンピックの成績
- 出場なし

### 世界選手権の成績
- 2010年 - アジア予選敗退

### アジア選手権の成績
- 出場なし